# Ferie
Ten artykuł należy dopracować:

przedstawiono sytuację tylko z polskiej perspektywy – artykuł powinien być przekrojowy.
Pomóż go poprawić. Na stronie dyskusji mogą znajdywać się pomocne komentarze.
Pojęcie ferie ma następujące znaczenia:
- ferie (łac. feriae) – starorzymskie określenie dni odpoczynku poświęconych obrzędom religijnym dla któregoś z bóstw;
- włoskiego sformułowania ferie używa się również w odniesieniu do "wakacji sądowych" (vacatio legis);
- współcześnie pojęcia tego używa się w odniesieniu do dni wolnych od nauki szkolnej;

Poniżej przedstawiono terminy wakacji dla uczniów szkół podstawowych i szkół ponadpodstawowych (inne terminy dotyczą uczniów ostatnich klas maturalnych w szkołach ponadpodstawowych) w Polsce:
- zimowa przerwa świąteczna: od 22 (jeśli jest poniedziałkiem) lub od 23 grudnia, czyli jednego lub dwu dni przed Wigilią, do 31 grudnia włącznie (ponieważ jednak 1 stycznia jest dniem wolnym – tak naprawdę do tego dnia).
- ferie zimowe: dwa tygodnie między 3. a 7. tygodniem roku. Terminy ogłasza, po zasięgnięciu opinii wojewodów i kuratorów oświaty, minister właściwy do spraw oświaty i wychowania, nie później niż do końca czerwca każdego roku poprzedzającego o dwa lata rok, w którym będą trwały ferie zimowe;
- wiosenna przerwa świąteczna: na okres od Wielkiego Czwartku do pierwszego wtorku po Wielkanocy.
- ferie letnie (pot. wakacje): okres od następnego dnia po pierwszym piątku po 20 czerwca do pierwszego dnia powszedniego września (oprócz piątku, soboty i niedzieli). Jeżeli począwszy od roku szkolnego 2018/2019 święto Bożego Ciała wypada w czwartek poprzedzający bezpośrednio piątek po 20 czerwca, zajęcia kończą się w środę poprzedzającą dzień tego święta[2]

## Podział terminów ferii zimowych w Polsce ze względu na województwa
W Polsce terminy ferii zimowych są podzielone na grupy według województw. Każda tura ma przypisane wspólne daty wypoczynku. 
Dzięki temu rozwiązaniu uczniowie z różnych regionów mogą korzystać z infrastruktury turystycznej w różnych okresach, co zmniejsza obciążenie popularnych miejsc wypoczynkowych.
Grupa województw 1:
- Kujawsko-pomorskie (np. Bydgoszcz, Toruń, Włocławek, Grudziądz, Inowrocław)
- Lubuskie (np. Zielona Góra, Gorzów Wielkopolski, Nowa Sól, Żary)
- Małopolskie (np. Kraków, Tarnów, Nowy Sącz, Oświęcim, Chrzanów)
- Świętokrzyskie (np. Kielce, Ostrowiec Świętokrzyski, Starachowice, Skarżysko-Kamienna)
- Wielkopolskie (np. Poznań, Kalisz, Konin, Piła, Ostrów Wielkopolski, Gniezno, Leszno)

Grupa województw 2:
- Podlaskie (np. Białystok, Suwałki, Łomża, Augustów)
- Warmińsko-mazurskie (np. Olsztyn, Elbląg, Ełk, Ostróda, Iława, Giżycko)

Grupa województw 3:
- Dolnośląskie (np. Wrocław, Wałbrzych, Legnica, Jelenia Góra, Lubin, Głogów)
- Mazowieckie (np. Warszawa, Radom, Płock, Siedlce)
- Opolskie (np. Opole, Kędzierzyn-Koźle, Nysa, Brzeg)
- Zachodniopomorskie (np. Szczecin, Koszalin, Stargard, Kołobrzeg, Świnoujście)

Grupa województw 4:
- Lubelskie (np. Lublin, Chełm, Zamość, Biała Podlaska, Puławy)
- Łódzkie (np. Łódź, Piotrków Trybunalski, Pabianice, Tomaszów Mazowiecki)
- Podkarpackie (np. Rzeszów, Przemyśl, Stalowa Wola, Mielec, Tarnobrzeg)
- Pomorskie (np. Gdańsk, Gdynia, Słupsk, Tczew, Starogard Gdański)
- Śląskie (np. Katowice, Częstochowa, Sosnowiec, Gliwice, Zabrze, Bytom)

Terminy ferii zimowych w Polsce podlegają corocznej rotacji między grupami województw, co pozwala na sprawiedliwe rozłożenie kolejności wypoczynku zimowego w poszczególnych regionach. W jednym roku ferie rozpoczyna np. grupa województw podlaskiego i warmińsko-mazurskiego (grupa 2), a w innym roku pierwszeństwo przypadnie województwom lubelskiemu, łódzkiemu, podkarpackiemu, pomorskiemu oraz śląskiemu (grupa 4).